# Frederick Ponsonby, III conte di Bessborough
Frederick Ponsonby, III conte di Bessborough (Londra, 24 gennaio 1758 – Dorset, 3 febbraio 1844), è stato un nobile inglese.

## Biografia
Era l'ultimogenito di William Ponsonby, II conte di Bessborough, e di sua moglie, Lady Caroline Cavendish, figlia di William Cavendish, III duca di Devonshire. Studiò alla Christ Church di Oxford.
Successe al padre nella contea nel 1793.

## Carriera
Rappresentò, nella Camera dei comuni, Knaresborough (1780-1793) e fu un Lord dell'Ammiragliato (1782-1783).

## Matrimonio
Sposò, il 27 novembre 1780, Lady Henrietta Spencer, seconda figlia di John Spencer, I conte Spencer. Ebbero quattro figli:
- John Ponsonby, IV conte di Bessborough (1781-1847);
- Lord Frederick Cavendish Ponsonby (1783-1837), sposò Lady Emily Bathurst, ebbero due figli;
- Lady Caroline Ponsonby (1785-1828), sposò William Lamb, II visconte Melbourne, non ebbero figli;
- William Spencer, I barone de Mauley (1787-1855).

Il loro matrimonio fu difficile, in quanto erano accaniti giocatori d'azzardo, che spesso si trovavano in debito. Frederick era anche conosciuto per come trattava sua moglie, spesso la umiliava durante le pubbliche riunioni, nonché chiedendo che trovasse i soldi per pagare i debiti che avevano sostenuto.

## Morte
Morì il 3 febbraio 1844 a Canford House nel Dorset. Fu sepolto a Hatherop.

## Ascendenza
|                                              |                                          |                                         | Genitori                                 |  |  | Nonni |  |  | Bisnonni                               |  |  | Trisnonni     |  |
|                                              |                                          |                                         |                                          |  |  |       |  |  | William Ponsonby, I visconte Duncannon |  |  | John Ponsonby |  |
|                                              |                                          |                                         |                                          |  |  |       |  |  | William Ponsonby, I visconte Duncannon |  |  | John Ponsonby |  |
|                                              |                                          | Elizabeth Folliott                      |                                          |  |  |       |  |  | William Ponsonby, I visconte Duncannon |  |  |               |  |
| Brabazon Ponsonby, I conte di Bessborough    |                                          |                                         |                                          |  |  |       |  |  | William Ponsonby, I visconte Duncannon |  |  |               |  |
|                                              |                                          | Mary Moore                              | Randle Moore                             |  |  |       |  |  |                                        |  |  |               |  |
|                                              |                                          | Mary Moore                              | Randle Moore                             |  |  |       |  |  |                                        |  |  |               |  |
|                                              |                                          | Mary Moore                              | Jane Brabazon                            |  |  |       |  |  |                                        |  |  |               |  |
| William Ponsonby, II conte di Bessborough    |                                          | Mary Moore                              |                                          |  |  |       |  |  |                                        |  |  |               |  |
|                                              |                                          | John Margetson                          | James Margetson                          |  |  |       |  |  |                                        |  |  |               |  |
|                                              |                                          | John Margetson                          | James Margetson                          |  |  |       |  |  |                                        |  |  |               |  |
|                                              |                                          | John Margetson                          | Anne Bennett                             |  |  |       |  |  |                                        |  |  |               |  |
| Sarah Margetson                              |                                          | John Margetson                          |                                          |  |  |       |  |  |                                        |  |  |               |  |
|                                              |                                          | Alice Caulfeild                         | William Caulfeild, I visconte Charlemont |  |  |       |  |  |                                        |  |  |               |  |
|                                              |                                          | Alice Caulfeild                         | William Caulfeild, I visconte Charlemont |  |  |       |  |  |                                        |  |  |               |  |
|                                              |                                          | Alice Caulfeild                         | Sarah Moore                              |  |  |       |  |  |                                        |  |  |               |  |
| Frederick Ponsonby, III conte di Bessborough |                                          | Alice Caulfeild                         |                                          |  |  |       |  |  |                                        |  |  |               |  |
|                                              | William Cavendish, II duca di Devonshire | William Cavendish, I duca di Devonshire |                                          |  |  |       |  |  |                                        |  |  |               |  |
|                                              | William Cavendish, II duca di Devonshire | William Cavendish, I duca di Devonshire |                                          |  |  |       |  |  |                                        |  |  |               |  |
|                                              | William Cavendish, II duca di Devonshire | Mary Butler                             |                                          |  |  |       |  |  |                                        |  |  |               |  |
| William Cavendish, III duca di Devonshire    | William Cavendish, II duca di Devonshire |                                         |                                          |  |  |       |  |  |                                        |  |  |               |  |
|                                              |                                          | Rachel Russell                          | William Russell, lord Russell            |  |  |       |  |  |                                        |  |  |               |  |
|                                              |                                          | Rachel Russell                          | William Russell, lord Russell            |  |  |       |  |  |                                        |  |  |               |  |
|                                              |                                          | Rachel Russell                          | Rachel Wriothesley                       |  |  |       |  |  |                                        |  |  |               |  |
| Caroline Cavendish                           |                                          | Rachel Russell                          |                                          |  |  |       |  |  |                                        |  |  |               |  |
|                                              |                                          | John Hoskins                            | Charles Hoskyns                          |  |  |       |  |  |                                        |  |  |               |  |
|                                              |                                          | John Hoskins                            | Charles Hoskyns                          |  |  |       |  |  |                                        |  |  |               |  |
|                                              |                                          | John Hoskins                            | Anne Hale                                |  |  |       |  |  |                                        |  |  |               |  |
| Catherine Hoskins                            |                                          | John Hoskins                            |                                          |  |  |       |  |  |                                        |  |  |               |  |
|                                              |                                          | Catherine Hale                          | William Hale                             |  |  |       |  |  |                                        |  |  |               |  |
|                                              |                                          | Catherine Hale                          | William Hale                             |  |  |       |  |  |                                        |  |  |               |  |
|                                              |                                          | Catherine Hale                          | Mary Elwes                               |  |  |       |  |  |                                        |  |  |               |  |
|                                              |                                          | Catherine Hale                          |                                          |  |  |       |  |  |                                        |  |  |               |  |